# Фиджи на зимних Олимпийских играх 2002
Фиджи принимали участие в Зимних Олимпийских играх 2002 года в Солт-Лейк-Сити (США) в третий раз за свою историю, пропустив Зимние Олимпийские игры 1998 года, но не завоевали ни одной медали. Сборную страны представлял один горнолыжник.

## Горнолыжный спорт
Спортсменов - 1
Мужчины
| Спортсмен   | Вид               | 1 попытка      | 2 попытка | Всего   | Место |
| ----------- | ----------------- | -------------- | --------- | ------- | ----- |
| Лоренс Томс | Слалом            | Не финишировал | Не прошёл | -       | -     |
| Лоренс Томс | Гигантский слалом | 1.22,01        | 1.19,97   | 2.41,98 | 55    |